# Козана
Козана — правитель Парадана III века из династии Паратараджей.
Как отметил исследователь П. Тэндон, значение имени Козаны неизвестно. По гипотезе Х. Фалка, оно может быть связано с именем первого кушанского царя Куджулы Кадфиза. Козана, вступивший на престол после Миратахмы, видимо, не был сыном кого-либо из предшествующих правителей Парадана. По версии П. Тэндона, отец Козаны Багавхарна, монеты которого неизвестны, мог быть сыном Багамиры, а сам Козана оказался старшим в роде после Миратахмы, возможно, соперничая с ним при жизни. На монетах этого правителя впервые в истории Паратараджей стали использоваться легенды на кхароштхи. Также является примечательным, что монеты стали меньшими по весу, что могло отражать ухудшение общей экономической ситуации в стране. Известный серебряный нумизматический материал Козаны подразделяется на три типа. В течение первого, видимо, очень непродолжительного периода легенда — на полудрахмах — была на брахми. Затем было введено использование кхароштхи на драхмах и полудрахмах. Под конец стали чеканиться облегченные по весу дидрахмы, драхмы и полудрахмы. На аверсе всех монет бюст правителя в диадеме или тиаре, а на реверсе — повёрнутая вправо свастика. Время правления Козаны относят к 200—220 годам, по другой версии — к 225—240 годам. Его сыном был Козия, однако непосредственным преемником на троне Парадана — Бхимарджуна.